# École des métiers du cinéma d'animation
L'École des métiers du cinéma d'animation a été créée en 1999, dans le contexte de Magelis, Pôle Image d'Angoulême, afin de répondre aux besoins des entreprises de l'image. Cette école appartient à la Chambre de commerce et d'industrie d'Angoulême. Elle est l'une des 28 formations reconnues du Réseau des écoles françaises de cinéma d’animation (RECA).

## Études
Chaque année l'EMCA accueille 40 étudiants en tronc commun qui se spécialisent en deuxième année : 20 en 2D et 20 en 3D ils sont formés sur trois ans au titre d'Assistants Réalisateurs de cinéma d'animation inscrit au RNCP niveau III (code NSF323) :
- Animateurs
- Storyboarders
- Décorateurs
- Dessinateurs d'animation

infographie :
- Infographiste de modélisation
- Animateur 3D
- Infographiste de rendu et d'éclairage
- Technicien des effets spéciaux

Certains étudiants se spécialisent également sur l'animation en volume :
- plasticien volume
- animateur volume
- décorateur volume

Chaque étudiant est tenu de réaliser son propre film d'animation avec la technique de son choix, pendant la durée de son cursus.
Avec une centaine d'entreprises implantées à Angoulême, Magelis est le second centre de production français d'images animées ; la France occupant elle-même le troisième rang mondial.